# 日本音乐
日本音乐是指日本歷史上（日本傳統音樂）以及現代（日本流行音樂）所出現的各種類型的音樂。迄今已知最古老的日本音樂流派是聲明以及自中国传入的雅乐。两者都可以追溯到奈良時代（710-794）和平安时代（794-1185）。 自平安时代以来，日本宮廷內經常演奏雅乐。 
明治维新以來，西洋音乐開始引入日本，例如友誼萬歲就傳入至日本。 
J-pop是日本流行音乐的缩写。J-pop 起源于1960年代的流行音樂和摇滚乐，例如披頭四樂隊。 1970年代后期，以南方之星等為代表的日本新浪潮音樂崛起。最终，J-pop在日本音乐界取代了日本歌謠曲的地位。
21世紀後，日本偶像以及各類女子音乐组合和男子音乐组合開始崛起，其中就包括男子團體嵐以及女子團體AKB48。 2014年，桃色幸运草Z的现场音乐会吸引了486,000人到場觀看。